# Currala spinifrons
Currala spinifrons is een hooiwagen uit de familie Gonyleptidae.